# Sanford Christie Barnum

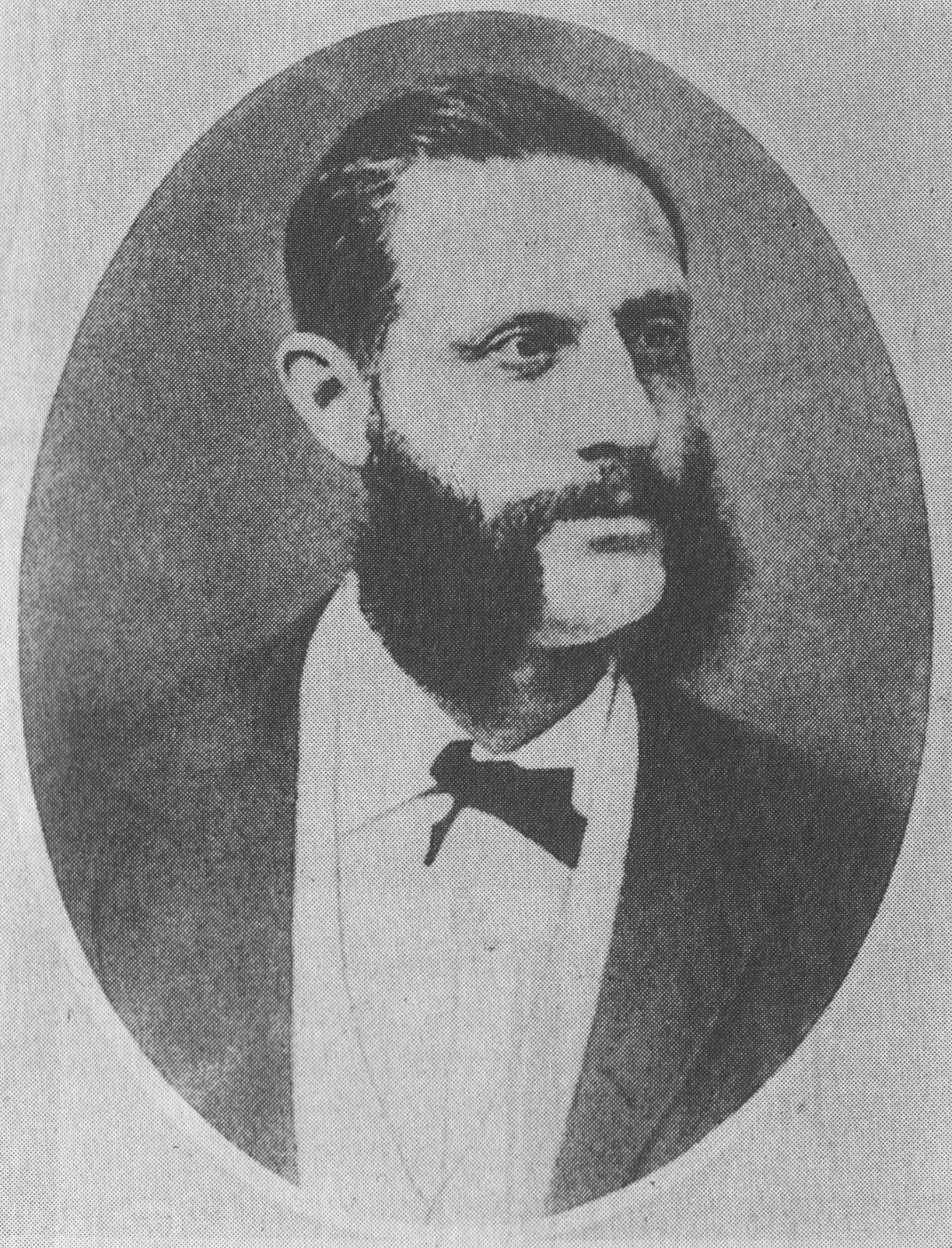
Sanford Christie Barnum

Sanford Christie Barnum (* 24. August 1838 in Oakland Valley, Sullivan County; † 24. Dezember 1885 in Monticello, Sullivan County) war ein US-amerikanischer Zahnarzt und der Erfinder des Kofferdam.

## Lebenslauf
Im Jahre 1858 begann Barnum seine Ausbildung als Zahnarzt bei seinem Onkel Dr. John Clowes. 1862 machte er sich in Monticello selbständig, schrieb sich dann aber am College of Dentistry in New York ein, wo er 1868 als Doctor of Dental Surgery abschloss.
Am 15. März 1864 hatte er zum ersten Mal die Idee, mit der er in die Geschichte der Zahnmedizin eingegangen ist: Er stach ein Loch in einen Gummilappen, den er über einen Zahn zog, und hatte so erstmals ein absolut trockenes Arbeitsfeld. Diese Erfindung des Kofferdams und die Tatsache, dass er sie völlig uneigennützig verbreitete, trug ihm höchste Ehrungen der amerikanischen und europäischen Zahnärzteschaft ein. Auf Rich ist eine für die Kofferdam-Isolierung wegweisende, 1836 beschriebene Methode zurückzuführen, bei der der zu behandelnde Einzelzahn – ähnlich heutigen Matrizen – durch eine dicht um den Zahnäquator gezurrte Goldfolie isoliert wurde. Für dieses und ähnliche Hilfsmittel wurde der Name „coffer dam“ gebraucht und die Bezeichnung in der Folge von Barnum für seine Erfindung übernommen.
Vom New Yorker Zahnarzt William T. La Roche wurde er jedoch des Plagiats bezichtigt. Dieser behauptete, die Technik schon 1857 angewandt zu haben und damit der eigentliche Erfinder der Kofferdamtechnik zu sein. Es folgte eine  lange, seitens La Roche sehr aggressiv geführte und für den kränkelnden Barnum unerfreuliche Auseinandersetzung. Newell Sill Jenkins hat bereits zwei Jahre später den Kofferdam  in Deutschland eingeführt, worauf sich die Anwendung europaweit zur Anwendung kam. Innerhalb von drei Jahren verbreitete sich Barnums  Methode so rasch, dass sie schon 1867 als „widespread“ (engl.: weitverbreitet) bezeichnet wurde.
Anfang der 1870er Jahre erkrankte er an chronischer Meningitis, was ihm schließlich 1883 die Berufsausübung unmöglich machte. Sanford Christie Barnum starb am Heiligen Abend 1885 im Alter von nur 47 Jahren.